# Lestrade-et-Thouels
Lestrade-et-Thouels è un comune francese di 462 abitanti situato nel dipartimento dell'Aveyron nella regione dell'Occitania.

## Società

### Evoluzione demografica
Abitanti censiti